# Сальников Віктор Григорович
Віктор Григорович Сальников (нар. 12 грудня 1935) — український діяч, міністр у справах роздержавлення власності і демонополізації виробництва України.

## Біографія
Освіта вища. Закінчив Київський фінансово-економічний інститут і Київський державний університет імені Тараса Шевченка.
Трудову діяльність розпочав у 1957 році слідчим Управління внутрішніх справ Київського міськвиконкому.
Член КПРС з 1961 року.
Працював у економічних службах, в установах та на підприємствах міста Києва.
У 1982—1986 р. — начальник Київського головного територіального управління Державного комітету УРСР з матеріально-технічного постачання.
У 1986—1987 р. — заступник голови Державного комітету УРСР з матеріально-технічного постачання.
З 16 березня 1987 по 1990 рік — 1-й заступник голови виконавчого комітету Київської міської ради народних депутатів — голова Київської міської планової комісії.
19 червня 1991 — 20 березня 1992 р. — міністр у справах роздержавлення власності і демонополізації виробництва Української РСР (України).
З березня 1992 року — на пенсії у місті Києві.